# دایساکو کیمورا
دایساکو کیمورا (انگلیسی: Daisaku Kimura؛ زادهٔ ۱۳ ژوئیهٔ ۱۹۳۹) یک کارگردان فیلم، فیلم‌بردار، و فیلم‌بردار صحنه اهل ژاپن است.